# Solomon Linda
Solomon Popoli Linda (1909 – 8 de Outubro 1962), também conhecido como Solomon Ntsele ("Linda" era o nome do seu clã da sua tribo), foi um cantor e compositor sul-africano de etnia zulu e que escreveu a canção "Mbube", que depois se transformou em sucesso popular mundial como "The Lion Sleeps Tonight", tema do filme "O Rei Leão".